# Камаево (Менделеевский район)
Кама́ево (тат. Камай) — село в Менделеевском районе Татарстана. Образует Камаевское сельское поселение.

## География
Расположено на реке Возжайка (правый приток Тоймы), в 14 км к северу от Менделеевска.
По окраине села проходит автодорога М7 (участок Елабуга — Пермь). Ближайшая жедезнодорожная станция Тойма (на линии Агрыз — Набережные Челны) находится в 5,5 км к юго-востоку от села.

## История
Известно с 1678 года (на кладбище найдены надмогильные камни XIV—XV вв.). 
В XVIII — первой половине XIX века жители относились к сословию государственных крестьян. Основные занятия жителей в этот период — земледелие и скотоводство, были распространены извоз, отхожие промыслы, торговля лесом.
В «Списке населенных мест по сведениям 1859—1873 годов», изданном в 1876 году, населённый пункт упомянут как казённая деревня Камаево 2-го стана Елабужского уезда Вятской губернии. Располагалась при речке Ерыксе, на продолжении Елабужско-Малмыжского почтового тракта, в 32 верстах от уездного города Елабуги и в 22 верстах от становой квартиры в казённом селе Алнаши (Троицкое). В деревне, в 67 дворах жили 669 человек (331 мужчина и 338 женщин), были мечеть, торжок, мельница.
По данным 1859 года, в селе было сельское управление.
По сведениям переписи 1897 года, в деревне Камаева Елабужского уезда Вятской губернии жили 1275 человек (617 мужчин и 658 женщин), из них 1242 мусульманина.
В начале XX века в селе действовали 2 мечети, мектеб (с 1839 г.), библиотека (с 1909 г.), хлебозапасный магазин, водяная мельница; базар по четвергам, ежегодно 21—22 ноября проводилась ярмарка, на которой торговали лошадьми. В этот период земельный надел сельской общины составлял 2860 десятин.
В 1914 году была открыта земская школа.
До 1920 года входило в Кураковскую волость Елабужского уезда Вятской губернии, после 1921 года — в Елабужский, с 1928 — в Челнинский кантон ТАССР, с 1930 — в Елабужский, с 1935 — в Бондюжский, с 1963 — снова в Елабужский, с 1985 года — в Менделеевский районы.
В 1929 году в селе был организован первый колхоз. С 1997 года село в составе сельскохозяйственного производственного кооператива «Батыр кул» (полеводство, молочное скотоводство).

## Население
| 1795 | 1859 | 1897 | 1911 | 1920 | 1926 | 1938 | 1949 | 1958 | 1970 | 1979 | 1989 | 2002 | 2010 | 2017 |
| ---- | ---- | ---- | ---- | ---- | ---- | ---- | ---- | ---- | ---- | ---- | ---- | ---- | ---- | ---- |
| 167  | 669  | 1275 | 1291 | 1517 | 1363 | 1044 | 767  | 704  | 573  | 471  | 399  | 394  | 414  | 425  |

Национальный состав села — татары.

## Экономика
В селе функционируют 7 крестьянских (фермерских) хозяйств, известняковый карьер и общество с ограниченной ответственностью «Агрохимсервис +».

## Инфраструктура
В селе действуют неполная средняя школа (с 1919 г. как начальная),  детский сад (открыт в 1930-е гг., закрыт в 1997 г., в 2002 г. открыт вновь), дом культуры, библиотека, фельдшерско-акушерский пункт (с 2014 г. в здании многофункционального центра).

## Религия
Мечеть «Азат» (с 1998 г.).

## Достопримечательности
В селе сохранился памятник истории регионального значения – могила красного партизана, уроженца села З. Ш. Шакирова (1896—1918), расстрелянного белочехами.

## Известные люди
- Гизатуллина В. М. — певица, народная артистка Татарской АССР и Каракалпакской АССР[5].
- Сираев Д. Ш. (Дифгат Сирай) (1933—1985) — член Союза журналистов СССР, журналист газеты «Социалистик Татарстан» (1974—1985), автор сборников стихов[6].